# 정부용
정부용(1953년 1월 17일 ~ )은 대한민국의 성우이다. 1973년 MBC CM에 입사했으며, 현재는 MBC CM 1기이다. 문화방송 성우극회 소속.

## 주요 출연작품

### 광고
- 유한킴벌리
- 인디안
- 동원냉동면 (동원산업)
- 에너지캠페인 (에너지관리공단)
- 페리엘리스 (일경물산)
- 텐텐 (한미약품)
- OB맥주
- 백화양조
- 언더우드 (이랜드)
- 센트룸
- 윤선생파닉스 (현대영어사)
- 백화수복골드 (두산백화)
- 팝아이 (대경통상)

### 교재
- 영어로 놀자 - 미미(쿠로다 쿠미코)
- NEW 영어로 놀자 - 미미(쿠로다 쿠미코)

### 안내 음성
- 현대엘리베이터승강기 안내 음성
- 자동 계단 안내 음성
- 이동 보도 안내 음성
- 서울지하철 공사 안내 방송 1988~1996